# FirstEnergy Stadium
FirstEnergy Stadium is een American football stadion in Cleveland (Ohio). Het stadion opende zijn deuren in 1999 op de plaats van het vroegere Cleveland Stadium. De Cleveland Browns zijn de vaste bespeler van het stadion.

## CONCACAF Gold Cup
Tijdens de CONCACAF Gold Cup van 2017 en 2019 werd dit stadion een van de stadions waar voetbalwedstrijden werden gespeeld. Op beide toernooien 2 groepswedstrijden.
| 1 | 15 juli 2017 | Panama – Martinique                   | 3 – 0 | Groepsfase | 27.934 |  |  |
| 2 | 15 juli 2017 | Nicaragua – Verenigde Staten          | 0 – 3 | Groepsfase | 27.934 |  |  |
|   |              |                                       |       |            |        |  |  |
| 3 | 22 juni 2019 | Guyana – Panama                       | 2 – 4 | Groepsfase | 23.921 |  |  |
| 4 | 22 juni 2019 | Verenigde Staten – Trinidad en Tobago | 6 – 0 | Groepsfase | 23.921 |  |  |